# Katastrofa lotu Indian Airlines 605
Katastrofa lotu Indian Airlines 605 – wypadek lotniczy samolotu Airbus A320-231, należącego do linii lotniczych Indian Airlines, do którego doszło 14 lutego 1990 w Bengaluru, w Indiach. W wyniku wypadku śmierć poniosły 92 osoby (88 pasażerów i 4 członków załogi).

## Wypadek
Podczas próby lądowania piloci przelecieli znacznie poniżej ścieżki schodzenia, a podwozie dotknęło podłoża 850 metrów od końca pasa startowego, na terenie pola golfowego. Większość osób na pokładzie samolotu, w tym niektórzy członkowie załogi, uważało, że samolot wylądował na pasie startowym, co przypominało normalne lądowanie. Następnie samolot odbił się i uderzył w ziemię po raz drugi. Uderzenie spowodowało, że u kilku osób zerwały się pasy bezpieczeństwa, w wyniku czego pasażerowie wypadli z siedzeń i uderzyli o podłogę samolotu. Samolot następnie uderzył w nasyp o wysokości 3,7 metra. W tym momencie, zarówno silniki, jak i podwozie zostały oderwane od samolotu. Następnie kadłub maszyny przeleciał nad drogą i rozbił się na trawiastym, skalistym terenie w pobliżu lotniska.
Po katastrofie wybuchł pożar, a ocalali zaczęli uciekać z płonącego wraku. Kilku osobom udało się wydostać z samolotu przez otwór w kadłubie samolotu. Ocalały personel pokładowy otworzył drzwi awaryjne w samolocie i zaczął ewakuować ocalałych. W katastrofie zginęły 92 osoby, w tym obaj piloci, a 54 przeżyły, wszyscy odnieśli obrażenia. Dwie osoby po wypadku zmarły w wyniku odniesionych obrażeń. W raporcie stwierdzono następnie, że kilku pasażerów odniosło rozległe obrażenia, które uniemożliwiły im ucieczkę z płonącego wraku.
Według naocznych świadków na miejsce katastrofy nie dotarły żadne jednostki straży pożarnej, ponieważ między wieżą a pojazdami strażackimi nie było nadajnika radiowego. Do komunikacji między wieżą a lotniskową strażą pożarną dostępny był przenośny nadajnik radiowy, ale w dniu wypadku nie nadawał się do użytku.
Sąd Najwyższy w Karnatace poinformował, że przyczyną wypadku był błąd pilota. Piloci nie zdawali sobie sprawy z powagi sytuacji i nie zareagowali, natychmiast zwiększając prędkość i wysokość, nawet po wezwaniach radiowych.

## Następstwa
Niecałe dwa lata po katastrofie lotu 605 A320 uległ kolejnej katastrofie. Samolot rozbił się we Francji, zabijając 87 osób. Przyczyna była identyczna jak w katastrofie w Indiach. Dochodzenie w sprawie lotu 148 ostro skrytykowało projekt kokpitu Airbusa A320. W odpowiedzi wprowadzono zmiany w wyświetlaczu panelu.